# Internat de la réussite
 (mars 2021).
Améliorez-le ou discutez des points à vérifier. 
Pour les articles homonymes, voir IE.
L'internat de la réussite est un programme gouvernemental français mis en place par le ministère de l'Éducation nationale. Le dispositif a été créé en 2008 sous l'appellation internat d'excellence.

## Historique

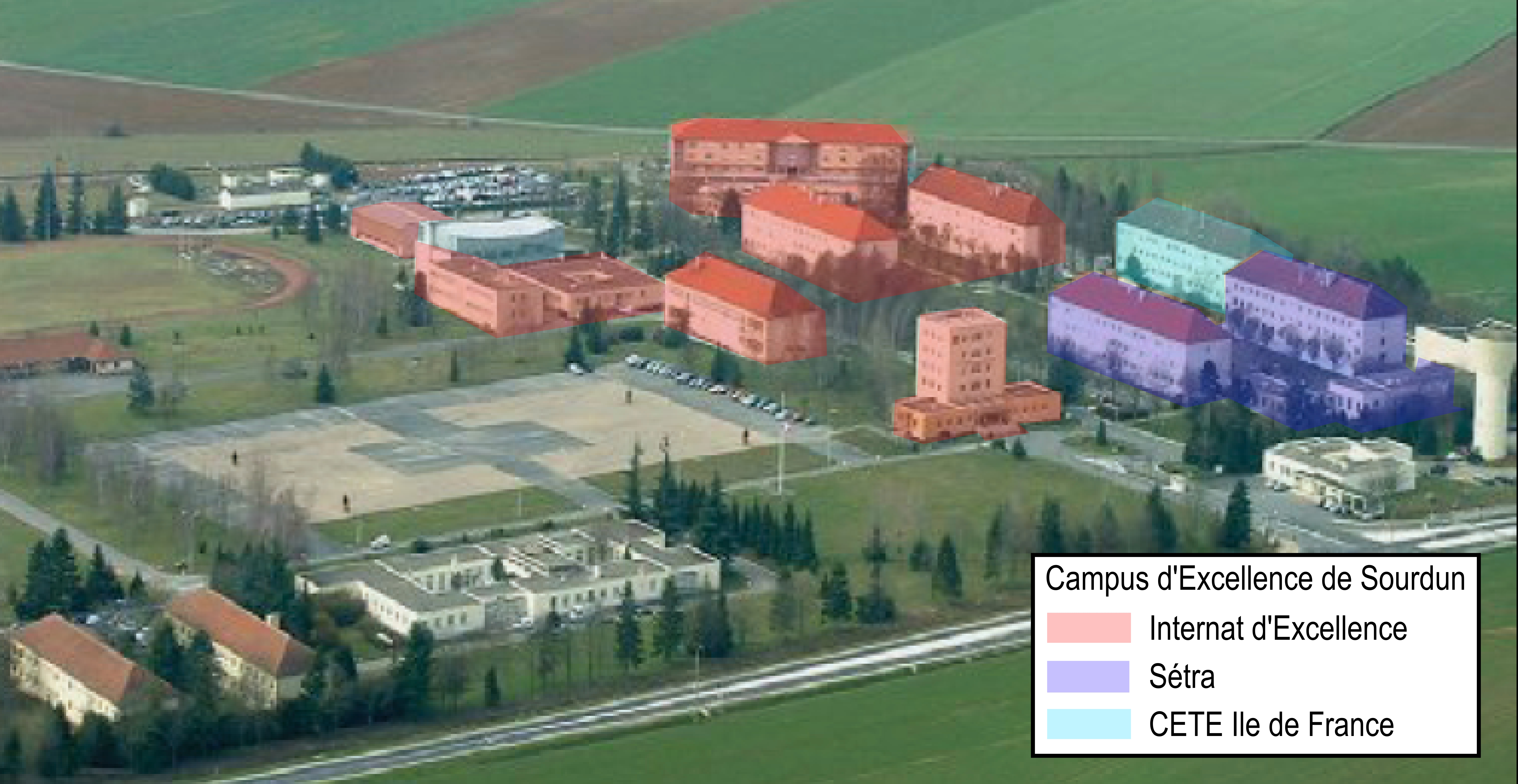
Vue du Campus d'Excellence de Sourdun.

Créé en 2008 sous l'appellation « internat d'excellence », il s’inscrit dans la continuité du « plan de relance de l'internat scolaire public » créé en 2000 et ensuite dans la dynamique du Plan Espoir Banlieues de 2008. Ce dispositif offre des conditions favorables à la réussite scolaire de collégiens, de lycéens et d’étudiants méritants mais défavorisés. Il constitue un nouveau mode de scolarisation qui a pour but de favoriser la réussite scolaire d’élèves défavorisés. C’est un espace de socialisation veillant au bien-être des internes. Cet internat permet l’apprentissage de règles de vie collective. Il a pour but de contribuer à réduire les inégalités sociales et territoriales.
En 2009, le premier internat d’excellence, basé à Sourdun, dans l’académie de Créteil, a accueilli ses premiers internes dans une ancienne caserne de cavalerie. Il y avait douze établissements de ce type ouverts à la rentrée 2010. Neuf nouveaux « internats d’excellence » ont ouvert à la rentrée 2011, soit 21 en tout.
Des places sont labellisées « internat d’excellence » dans des internats existants, en collège ou en lycée, et permettent de franchir le cap des 10 000 jeunes concernés. Ces établissements signent une charte garantissant une qualité d’accueil et d’accompagnement renforcé des jeunes.
En juillet 2012, les élèves de l'internat d'excellence de Sourdun obtiennent leur baccalauréat à la première tentative, avec un taux de réussite de 80 %.
En 2013, le dispositif des internats d'excellence est reconduit et développé sous l'appellation « internat de la réussite »,.

## Présentation générale
Les 45 internats de la réussite présents sur le territoire français ont été lancés dans le but d'accueillir des élèves boursiers méritants. Malgré la diversité des objectifs et des populations qu’ils accueillent, ils sont capables de faire des entorses à des aspects qui semblaient essentiels dans l’organisation de l’école républicaine. L’internat d’excellence scolarise en priorité les élèves de collège, mais également les élèves d’école primaire, de lycée, et de classes préparatoires aux grandes écoles. Ce sont des élèves volontaires issus de zones urbaines sensibles ou de zones d’éducation prioritaire. Les élèves sont orientés vers l’internat d’excellence par le chef d’établissement, le conseiller principal d'éducation (CPE), les enseignants, l’assistante sociale ou par les familles elles-mêmes. Ces internats de la réussite doivent offrir aux élèves accueillis de bonnes conditions, les meilleures pour une réussite scolaire. Il doit assurer des conditions de mixités sociales ainsi qu’un encadrement de qualité.
Il existe des conditions d’admissions pour entrer dans ces internats. En effet, le recrutement des élèves se base sur trois principes. Tout d’abord, on prend en compte la situation géographique. Il s’agit d'élèves de milieux défavorisés ou encore d'élèves scolarisés dans des établissements de l’éducation prioritaires. Ensuite, la motivation est un élément important pour le recrutement. Elle est primordiale, que ce soit du côté de la famille comme de l’élève. Pour finir, le niveau scolaire des élèves est également un élément important à prendre en compte. On cherche à savoir si l’élève a un potentiel scolaire, si l’élève a besoin d’une prise en charge particulière pour développer son projet professionnel et ainsi réussir ses projets professionnels. Cela signifie que les élèves ne doivent pas forcément être très bons à l’école mais tout simplement « méritants ».
C’est d’ailleurs pour cela que l’on peut distinguer deux profils différents d’élèves « méritants ». Tout d’abord, on peut observer « le méritant patent », qui est souvent de bonne volonté, avec de bons résultats. L’objectif est de libérer l’élève de son environnement défavorable. « Le méritant potentiel » est le deuxième profil que l’on peut rencontrer. Il s’agit de l’élève qui montre une volonté de s’en sortir malgré les signaux négatifs, c’est celui qui mérite sa chance.

### Les raisons de la création des internats
Pour vivre autrement sa scolarité :
- En changeant de cadre de vie
- En élaborant un projet professionnel et personnel
- En développant responsabilité, autonomie et estime de soi
- En s’épanouissant auprès de camarades motivés  par de bons résultats scolaires
- En rejoignant sa famille le weekend, fier de ses progrès

### Combien de places et où?

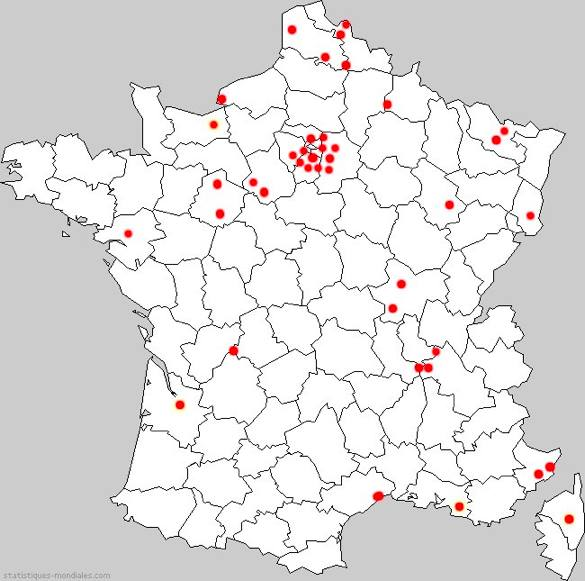
Carte des établissements
(ne correspondant pas avec la liste).

D’après le ministère de l’Éducation nationale, à la rentrée 2012, près de 11 500 places sont proposées : 
- 4 173 places dans 45 établissements entièrement dédiés au projet d’internat d’excellence.
- 6 940 places labellisées.
- 382 places dans des établissements privés.

Les internats d’excellence sont les suivants :
- Académie d'Aix-Marseille : Barcelonnette
- Académie d'Amiens : Amiens, Noyon et Airion (lycée agricole)
- Académie de Bordeaux : Latresne
- Académie de Corse : Corte
- Académie de Créteil : Sourdun, Cachan et Saint-Denis
- Académie de Dijon : Joigny et Montceau-les-Mines
- Académie de Guyane : Maripasoula et Rémire
- Académie de Lille : Douai, Armentières
- Académie de Limoges : Limoges
- Académie de Lyon : Lyon, Ambérieu-en-Bugey et Bron
- Académie de Martinique : Fort-de-France
- Académie de Montpellier : Montpellier
- Académie de Nancy-Metz : Metz et Châtel-Saint-Germain
- Académie de Nantes : Pontchâteau
- Académie de Normandie : Caen et Le Havre
- Académie de Nice : Nice et Valbonne
- Académie d'Orléans-Tours : Mondoubleau, Tours, Ingré et Saint-Jean-de-la-Ruelle
- Académie de Paris : Paris (Coubertin, Jean-Zay et Lourcine)
- Académie de Reims : Langres et Reims
- Académie de Strasbourg : Guebwiller
- Académie de Versailles : Marly-le-Roi, Nanterre, Boulogne-Billancourt, Asnières-sur-Seine, La Garenne-Colombes, Cergy

## Aménagements spécifiques aux internats de la réussite
(avril 2015).
L’internat d’excellence propose un enseignement de qualité avec une pédagogie innovante et un accompagnement personnalisé renforcé.
1. Le système d’évaluation :
  - Il n’y a pas de note, il s’agit d’un système d’évaluation positif basé sur un code couleur, conçu pour encourager l’élève.
  - Ils ont la responsabilité de se présenter d’eux-mêmes aux évaluations.
  - Bilan hebdomadaire entre l’enseignant et l’élève pour établir un compte rendu personnel de la semaine (travail et comportement).
2. Le temps scolaire :
  - Les enseignements se déroulent de 8h00 à 17h00.
  - Accompagnement pédagogique et éducatif réalisé par du personnel formé et recruté sur la base du volontariat.
  - Les professeurs sont parfois co-animateurs d’ateliers et peuvent assurer les matières, comme les mathématiques, le français, les sciences et l’histoire-géographie.
  - Accompagnement solide dans les apprentissages : aide des surveillants, soutien disciplinaire par les enseignants et outils de travail modernes (accès au CDI, informatique).
3. Le temps périscolaire :
  - Le projet éducatif de l’internat est enrichi d’un partenariat avec un musée, un théâtre, une cinémathèque pour que les élèves s’ouvrent à de nouveaux univers.
  - Les établissements prennent en charge financièrement des activités extrascolaires comme la photographie, le kitesurf ou encore le cinéma.
  - L’internat offre des séjours scolaires aux élèves, ce qui leur permet de découvrir de nouvelles régions qu’ils n’ont pas l’habitude de fréquenter.

## Bilan contrasté
En novembre 2014, un rapport d'évaluation qualitative du programme « Internats d’excellence » en fait un bilan mitigé.
Points négatifs :
- On constate des abandons en Internats d’excellence, la principale raison étant les difficultés d’intégration.
- En insistant sur l’aide individuelle renforcée, il se pourrait que ces établissements négligent le fait que l’excellence s’atteint aussi par le collectif.
- Un budget de 600 millions d’euros a été dépensé pour ce projet. Le budget d'une place d'internat est de 51 400 euros par élève.

Points positifs :
- Pour la majorité des élèves, les résultats scolaires tendent à s’améliorer grâce à une implication intensifiée dans leur travail.
- Les internats assurent une prise en charge éducative et pédagogique et favorisent le développement personnel lors de pratiques artistiques, sportives et culturelles.
- Les élèves ont un environnement propice à la réussite de leur avenir professionnel.
- Motivation de la part des élèves[9].